# Les Imposteurs de l'économie
Les Imposteurs de l'économie : Les économistes vedettes sous influence est un ouvrage du journaliste et essayiste Laurent Mauduit paru en 2012. Il a été écrit pour être un pendant complémentaire à l'ouvrage de Pascal Boniface Les Intellectuels faussaires écrit en 2011.

## Synopsis
L'ouvrage est un pamphlet qui dénonce ce que l'auteur considère comme la mainmise de certains économistes néolibéraux sur la recherche économique, sur la formation des étudiants, sur l'expression dans toute la presse, sur les décideurs politiques à partir de leurs liens avec les milieux d'affaires et les chefs des grandes entreprises.

## Thèmes abordés
L'auteur aborde les questions d'honnêteté, et l'indépendance des économistes. Il traite aussi de la scientificité de l'économie moderne. Afin d'acculer les économistes, il cite des propos dits lors de la crise économique mondiale des années 2008 et suivantes. Il critique une endogamie entre la communauté des économistes et les milieux d'affaires, qu'il trouve négative.
Il considère anémie du débat public dû au quasi-monopole de l'expression dans les grands médias organisé par les économistes avec la complicité des journalistes. Il pointe du doigt le financement croissant de la recherche économique de plus en plus laissé aux entreprises privées et aux banques.
Il critique la formation des étudiants à l'université, monopolisée selon lui par les tenants de l'idéologie néolibérale, sous couverts de Lauréats du Prix de la Banque de Suède. « Mis à part l'EEP (Piketty), le reste du paysage français est déprimant : Partout, la finance a pris le pouvoir. »
Il critique que des économistes acceptent de conseiller, « sans le moindre état d'âme », le Parti socialiste et l'Union pour un mouvement populaire. Il accuse « cette fraction de l'oligarchie française, issue notamment de l'Inspection des Finances, [qui] survit à chaque alternance, [de recommander] perpétuellement les mêmes politiques économiques, sous la gauche comme la droite ».
Il critique que la presse économique qualifie souvent indistinctement d'économiste « des économistes de banque et des professeurs d'universités, des experts qui sont indépendants et d'autres qui ne le sont pas. »

## Personnalités et institutions critiquées

### Pour des faits de connivence
L'auteur accule Bernard Arnault en citant des directeurs anonymes de la rédaction de La Tribune, qui affirment que « Bernard Arnault n'hésite pas à décrocher son téléphone pour que son journal soit plus docile dans le traitement de l'actualité qui concerne son propre groupe. ». Selon lui, plusieurs signataires de la pétition qui s'oppose au rachat du principal quotidien économique français Les Échos par Arnault, ont été appelés par Nicolas Bazire ou par un des collaborateurs de Bernard Arnault « leur enjoignant de retirer leur signature, sauf à risquer de ne plus jamais travailler avec LVMH ».
Mauduit écrit que Jacques Attali « est un des atouts maîtres du jeu des sept familles du capitalisme de connivence à la française ». L'auteur l'accuse d'être mêlé à de nombreux conflits d'intérêts en France comme à l'étranger. Il accuse aussi Alain Minc pour le même motif.
Marc Fiorentino est évoqué au premier chapitre. Il est mêlé à un conflit d'intérêts lié à sa société de bourse, Euroland finance, qui a fait l'objet de trois sanctions par l'AMF entre 2008 et 2009, où il travaille. Il a préconisé la re financiarisation des banques par les états et aussi la nationalisation temporaire des banques
« Marc Fiorentino n'a aucune qualité pour parler d'économie, puisque son métier c'est la finance. » et ses propos et conseils en placement ne sont pas indépendants puisqu'il en fait business.
Robert Monteux, homme d'affaires, actionnaire du groupe Le Revenu. Secrétaire général du syndicat professionnel de la presse magazine et d'opinion. Son épouse contrôle deux sociétés de courtiers en assurances.
Olivier Pastré exerce ses talents dans Viveris Management qui préconise le private equity au Maghreb qui a été prise en flagrant délit de non-respect des règles de l'AMF en 2010/11.

### Pour des erreurs de prédiction
L'auteur accuse les économistes qui ont fait des erreurs de prédiction à la veille de la crise économique commençant en 2007. Il cite par exemple Patrick Artus, économiste de la banque Natixis, qui estimait dans une note de mai 2008 que la crise financière était finie, et que l'« on peut considérer que le pire de la crise financière qui débute à l’été 2007 est derrière nous : le provisionnement des banques est suffisant, la confiance revient sur la plupart des marchés financiers, les banques consolident leurs bilans. » Il reconnaît toutefois s'être encore trompé : « Essentiellement nos erreurs de prévisions consistent en un optimisme global très excessif (portant sur la croissance, les cours boursiers,...) au premier semestre 2008 ».
Il critique également Christine Lagarde, bien qu'elle ne soit pas économiste, pour avoir été mise en cause pour complicité de détournement de fonds publics dans l'affaire du Crédit lyonnais. Elle a également considéré durant l'été 2008 que « Le gros de la crise est derrière nous. ».
Frédéric Mishkin a également réalisé une erreur de prédiction en rédigeant un rapport indiquant la bonne santé financière de l'Islande quelques mois seulement avant que le pays ne fasse faillite. Richard Portes, économiste de la London Business School et de l’École d'économie de Paris, a aussi  rédigé un rapport sur l'Islande en avril 2008 qui considérait que l'Islande était en bonne santé économique. Il y incriminait « les rumeurs incontrôlées du marché, les analystes, ou le mauvais journalisme qui veut vendre du papier en diffusant des informations à sensation. »

### Pour excès d'optimisme
Mauduit critique Anton Brender, qui avait dit que « Les paniques bancaires à l'ancienne ont disparu grâce au dispositif d'assurance des dépôts mis en place pour permettre de les éviter ». Au sujet du "biais d'optimisme", et du refus de mettre le modèle néolibéral en cause, l'auteur considère qu'Anton Brender « est emblématique de cette sorte de parti pris, commun à beaucoup d'économiste de banque ».
Il cite Augustin Landier, économiste et trader français, qui co-écrit une tribune en juillet 2007 dans Les Echos, qui se nomme Le méga-krach n'aura pas lieu, et critique Dominique Strauss-Kahn, qui a dit en mai 2011 que « Les pires nouvelles sont derrière nous. ».

### Pour avoir fait de la recherche universitaire financée par des entreprises
L'auteur considère comme nocive par essence les financements d'écoles, de chaires ou de recherches par des entreprises privées. L'auteur condamne ainsi le directeur scientifique de l’École d’Économie de Toulouse, Jacques Cremer, qui a réalisé des études grâce à des partenariats avec Microsoft, Nokia, France-Télécom, Gaz de France, Crédit agricole, Intel et Pfizer. Il accule ensuite le directeur des programmes d'enseignement de cette même école, Patrick Fève, qui a écrit des études rémunérées par Areva, Orange, Banque de France, Caisse des dépôts et des consignations.
Le pamphlétaire pointe du doigt le président de l’École d’Économie de Toulouse, Jean Tirole, qui a mené des recherches rémunérées par l'European Research Council depuis 2010, le Massachusetts Institute of Technology depuis 2006 et la National Science Foundation depuis 2010. Il a favorisé « les partenariats avec les entreprises pour créer et financer une fondation abritant des enseignants -chercheurs disposant de compléments de salaire par rapport aux rémunérations publiques et couvrant de nouveaux secteurs de recherche, souhaités par les entreprises [.] ou pour financer directement une chaire d'enseignement spécifique ».

### Pour ne pas être du même avis que l'auteur
L'auteur critique les économistes qui ne partagent pas ses opinions économiques. Il cible ainsi Augustin Landier, qui, dans son ouvrage Le grand Méchant Marché, fait selon lui l« éloge de la finance, [un] plaidoyer en faveur des fonds de pension, [la] dénonciation des rigidités de marché, [la] détestation de la régulation, [et le] mépris pour le modèle social français ».
L'auteur critique Laurent Batsch et l'accuse d'avoir privatisé l'université Paris-Dauphine, avançant l'argument que les frais de scolarité ont augmenté sous sa présidence.
Voyant d'un mauvais œil l'enrichissement de plusieurs économistes proches du pouvoir, Mauduit critique Élie Cohen, qui « perçoit vraisemblablement beaucoup plus d'argent du privé que de l'université » alors que la loi interdirait à un professeur d'université de siéger à un conseil d'administration d'une entreprise privée, et Larry Summers, conseiller économique de Bill Clinton et de Barack Obama, qui a gagné de l'argent en investissant dans des hedge funds.
Il critique enfin le Cercle des économistes, présidé par Jean-Hervé Lorenzi. Il considère ce cercle, qui organise des débats entre chercheurs, comme  « une société mondaine d'entraide et d'autopromotion, ou si on préfère, c'est une confrérie. En clair, c'est l'agence de communication des économistes parisiens ; une forme de cabinet de propagande de la pensée unique ».

## Critiques

### Critiques positives
Les Éconoclastes font une critique plutôt positive du livre, tout en mettant en lumière ses défauts. Ils soulignent la justesse du propos de Mauduit au sujet de la manière dont la presse qualifie d'économiste des individus qui ne font pas de la recherche en économie mais travaillent dans le domaine de la banque ou de la finance.
Marianne reçoit plutôt positivement le livre, en considérant que, montrant l'imposture de certains individus médiatisés qui se prétendent économistes, le livre va dans le bon sens.
Next Finance considère que le livre attire l'attention sur des problèmes réels comme la représentation des économistes et de l'économie dans les médias. Alternatives économiques va dans ce sens.

### Critiques négatives

#### Manichéisme
Les Éconoclastes critiquent le manichéisme de l'auteur, qui consiste à considérer que seuls les économistes d'extrême-gauche sont dans le camp du bien. Ils soulignent enfin que Mauduit se prononce sur des sujets économiques, condamnant les positions des uns et des autres, alors que son domaine est le journalisme, et non l'économie : « ce qui a pu manquer pour les faire disparaître, en dépit des nombreux entretiens qu’il a pu avoir avec des économistes, est un coauteur économiste, plus à même de nuancer certains aspects par sa connaissance en profondeur de la discipline ».
Next Finance considère que l'auteur « retombe dans ce qu’on pourrait considérer comme les travers du début de l’ouvrage : dézinguer des personnalités comme s’il réglait des comptes ». Ainsi, pour prouver que Jacques Attali est un mauvais économiste, l'auteur parle des accusations de plagiat qui l'ont visé, quand bien même ces accusations portaient sur des livres qui n'avaient rien à voir avec l'économie.
Dans une tribune au Monde, l'économiste Gilles Dufrénot répond aux critiques de Mauduit. Il critique le manichéisme de l'auteur, qui considère que le monde de l'économie oppose les partisans du libre marché et les autres, en rappelant que les conseillers économiques du Premier ministre au Royaume-Uni ont su être pragmatique et recommander la nationalisation de centaines d'entreprises lors de la crise économique de 2008.

#### Proximité entre économistes et monde économique
Gilles Dufrénot rappelle dans sa tribune qu'être économiste implique de connaître de près la machine économique, comme Adam Smith et John Maynard Keynes étaient hauts fonctionnaires et investisseurs ; cela ne signifie pas pour autant être corrompu.
La brève des Éconoclastes remarque que « Laurent Mauduit a [...] parfois trop vite fait de confondre conflits d’intérêt et préjugés scientifiques. Si untel pense, à tort ou à raison [...] que le bon modèle de l’économie est la finance dérégulée, est-ce forcément la preuve qu’il est à la solde du grand capital ? N’est-ce pas simplement que ses travaux aboutissant à ces résultats, il les défend fermement, comme le font la majorité des chercheurs pris dans le débat scientifique ou public ? ».

#### Faiblesse de la démonstration
Marianne remarque que si l'auteur accuse, avec des faits à l'appui, « il ne suffit pas de dénoncer la collusion de Patrick Artus ou de Daniel Cohen avec les « forces de l’argent », pour abattre leurs travaux ». La critique des médias se trouve fragilisée, pour le journal, par le fait que l'auteur « a [...] lui-même joué un rôle dans cette entreprise, en ouvrant les colonnes de Libération, puis du Monde à certains d[e ces économistes imposteurs]. Comme quoi la collusion peut parfois se nicher en chacun de nous ».

## Dossier de presse
- « Les imposteurs de l’économie », sur Médiapart, blog de Laurent Mauduit, 26 mars 2012 (consulté le 26 février 2019) dans lequel Laurent Mauduit explique la genèse de son projet d'écriture.
- Pascal Riché, « Les petits business des économistes médiatiques dévoilés dans un livre », sur Rue89, 29 mars 2012 (consulté le 26 février 2019).
- « L'Invité : Laurent Mauduit, pour "Les imposteurs de l'économie : Comment ils s'enrichissent et nous  trompent" », sur France Inter, 31 mars 2012 (consulté le 26 février 2019).
- Certains intéressés ont répondu aux critiques : Dominique Nora, « Les économistes sont-ils des imposteurs ?  », sur Le Nouvel Observateur, 2 avril 2012 (consulté le 26 février 2019).
- Hervé Nathan, « Les imposteurs de l’économie » bouscule les économistes médiatiques », sur Marianne, 15 avril 2012 (consulté le 26 février 2019), dans lequel Laurent Mauduit dénonce les appointements par la finance.